# Kolanowo
Kolanowo [kɔlaˈnɔvɔ] (tiếng Đức: Knick)  là một ngôi làng thuộc khu hành chính của Gmina Borne Sulinowo, thuộc hạt Szczecinek, West Pomeranian Voivodeship, ở phía tây bắc Ba Lan. Nó nằm khoảng 16 kilômét (10 mi) phía tây bắc Borne Sulinowo, 20 km (12 mi) về phía tây của Szczecinek và 124 km (77 mi) về phía đông của thủ đô khu vực Szczecin.
Trước năm 1945, khu vực này là một phần của Đức. Đối với lịch sử của khu vực, xem Lịch sử của Pomerania.
Làng có dân số 30 người.